# Comuna Kîreakivka
Kîreakivka (în ucraineană Кир'яківка) este o comună în raionul Mîkolaiiv, regiunea Mîkolaiiv, Ucraina, formată din satele Kameana Balka, Kîreakivka (reședința) și Petrovo-Solonîha.

## Demografie
Componența lingvistică a comunei Kîreakivka
     Ucraineană (88,77%)
     Rusă (10,73%)
     Alte limbi (0,35%)
Conform recensământului din 2001, majoritatea populației comunei Kîreakivka era vorbitoare de ucraineană (88,77%), existând în minoritate și vorbitori de rusă (10,73%).